# Cantó de Liancourt
El cantó de Liancourt és una divisió administrativa francesa del departament de l'Oise i del districte de Clermont. El cap cantonal és Liancourt i agrupa 22 municipis.

## Municipis
| Municipi              | Població* | Codi postal | Codi INSEE |
| --------------------- | --------- | ----------- | ---------- |
| Les Ageux             | 1 158     | 60700       | 60006      |
| Angicourt             | 1 525     | 60940       | 60013      |
| Bailleval             | 1 421     | 60140       | 60042      |
| Bazicourt             | 291       | 60700       | 60050      |
| Brenouille            | 2 223     | 60870       | 60102      |
| Catenoy               | 1 094     | 60840       | 60130      |
| Cauffry               | 2 300     | 60290       | 60134      |
| Cinqueux              | 1 561     | 60940       | 60154      |
| Labruyère             | 588       | 60140       | 60332      |
| Laigneville           | 3 789     | 60290       | 60342      |
| Liancourt             | 6 476     | 60140       | 60360      |
| Mogneville            | 1 373     | 60140       | 60404      |
| Monceaux              | 693       | 60940       | 60406      |
| Monchy-Saint-Éloi     | 1 889     | 60290       | 60409      |
| Nointel               | 1 035     | 60840       | 60464      |
| Rantigny              | 2 521     | 60290       | 60524      |
| Rieux                 | 1 605     | 60870       | 60539      |
| Rosoy                 | 592       | 60140       | 60547      |
| Sacy-le-Grand         | 1 316     | 60700       | 60562      |
| Sacy-le-Petit         | 562       | 60190       | 60563      |
| Saint-Martin-Longueau | 1 415     | 60700       | 60587      |
| Verderonne            | 530       | 60140       | 60669      |

* Dades del 1999

## Història
| Data d'elecció                           | Identitat       | Partit                      | Qualitat     |
| ---------------------------------------- | --------------- | --------------------------- | ------------ |
| 1928-1940                                | Armand Dupuis   | Radical                     | Diputat      |
| 1945-1951                                | Georges Lelong  | PCF                         |              |
| 1951-1970                                | Jean Bloch      | dvd després UNR després UDR |              |
| 1970-1976                                | Jean Gautier    | Centrista                   |              |
| 1976-1984                                | Raymond Maillet | PCF                         | Diputat      |
| 1984-1988                                | Alain Crévits   | RPR                         |              |
| 1988-…                                   | Roger Menn      | PS                          | Investigador |
| les dades anteriors no són pas conegudes |                 |                             |              |